# Consuelo Díez Fernández
Consuelo Díez Fernández (Madrid, 16 de agosto de 1958) es una pianista y compositora española. Doctora en Artes Musicales, tiene una maestría en Composición, Música Electrónica e Informática Musical; también es licenciada en Historia del Arte.

## Biografía
Díez realizó sus estudios superiores en el Real Conservatorio Superior de Música de Madrid, obteniendo los Títulos Superiores de Composición, Piano y Teoría de la Música. También es licenciada en Historia del Arte por la Universidad Complutense. 
Posteriormente completó su formación musical en la Hartt School of Music de la Universidad de Hartford en Estados Unidos donde realizó el doctorado en Artes Musicales y Master en Composición, Música Electrónica e Informática Musical por la Hartt School of Music de la Universidad de Hartford en Estados Unidos. Entre sus Profesores se encuentran: A.García Abril, R. Alís, C. Bernaola, L.de Pablo, C. Halffter, J. Sellars y R. Carl.  
Es catedrática del Real Conservatorio Superior de Música de Madrid impartiendo varias asignaturas.  

### Becas
Ha recibido Becas de diferentes entidades nacionales y extranjeras y los Premios “Norman Bayles Memorial Award in Composition”, “Real Art Ways”, “Pi Kappa Lambda” (EE.UU); “Ciudad de Heidelberg” (Alemania); II Panorama de Jóvenes Compositores y “Jóvenes Creadores” (España). 

## Cargos y actividades
También ha sido seleccionada para representar a España en la Tribuna Internacional de compositores de la UNESCO, en la Sociedad Internacional de Música Contemporánea (ISCM), en el Charles Ives Center (EE.UU) y la Bienal Europea de Bolonia (Italia). Ha participado en numerosos Festivales en todo el mundo.
Consuelo Díez Fernández dirigió durante varios años el programa “El canto de los adolescentes” sobre Música Electroacústica en Radio Nacional de España. Es Asesora Musical de Televisión Española (TVE). Tiene obras presentes en diecisiete grabaciones discográficas y publicadas en Mundimúsica, RTVE–Música y ArteTripharia.

### Otras funciones
- Fue fundadora del Laboratorio de Informática y Composición Electroacústica de la Comunidad de Madrid en 1988.
- De 1992 a 1996 fue Directora del Conservatorio de Ferraz de la Comunidad de Madrid, donde formó parte de la clase deComposición y Música Electroacústica desde 1988 hasta 2018.
- De 1997 a 2001 fue Directora del Centro para la Difusión de la Música Contemporánea y del Festival Internacional de Música Contemporánea de Alicante (Ministerio de Cultura).
- En 1998 fue elegida miembro del Comité Ejecutivo de la European Conference of Promoters of New Music (ECPNM).
- En 1999 recibió el Premio “Viva el Espectáculo” por el 15 Festival de Alicante. En 2001 es nombrada Miembro del Comité Internacional de Honor de la Fundación Adkins Chiti en Roma.
- En 2002 realizó diversos trabajos para la Unión Europea.
- En 2003 el Comité Internacional de

Programación de la SIMC seleccionó su obra “Sabor a cristal” para representar a España en el
Festival World Music Days. 
- En 2004 es nombrada directora del Festival Internacional de Música de La Mancha (Quintanar de la Orden ,Toledo).
- En 2005 ha recibido el Premio ”Juan Martín de Nicolás” por la 12 edición del Festival de La Mancha. Desde 2006 es Asesora de Música en la Consejería de Cultura de la Comunidad de Madrid.
- Desde 2018, forma parte del departamento de composición del Real Conservatorio Superior de Música de Madrid, impartiendo las asignaturas de análisis, armonía, orquestación y composición.

## Obras
- 1981  Cartas a la oscuridad Andantino - Allegro - Allegretto - Presto
- 1984  Dos Canciones
- 1986  Jungle city
- 1988  Ecos
- 1995  Verde y Negro para flauta y piano / saxo y piano
- 1996  Se ha parado el aire para piano solo.
- 1999  Preludio en el Jardín
- 1999  Sad para clave
- 2009  Rumores del Puerto para piano solo
- 2013  Ligeramente se curva la luz

### Otras obras
- Cuatro Instantes Tema con variaciones
- El precio
- Niña valiente para soprano, flauta, violonchelo y piano
- Geometría del Agua
- Infierno Azul
- EL azul está prohibido
- Libertad Real
- Magma para piano y electroacústica
- Trío Gala de Madrid Trío de Cámara para flauta, violonchelo y piano.
- Viento y silencio para quinteto
- Sentimientos para quinteto
- Tentative para cuarteto
- Sein und Zeit para piano
- Endurance para piano
- Pasión Cutiva para orquesta
- La Geometría del Agua para orquesta
- Iliverir para orquesta
- Ligeramente se curva la luz para orquesta y coro
- Lluvia de Estrellas para 11 Clarinetes